# Gueribáñez
Gueribáñez es un despoblado español del municipio de San Pedro de Rozados, perteneciente a la provincia de Salamanca, en la comunidad autónoma de Castilla y León.

## Historia
Hacia mediados del siglo XIX, el lugar era referido como un despoblado que junto con Esteban Isidro conformaba una alquería ya perteneciente a San Pedro de Rozados. Aparece descrito en el noveno volumen del Diccionario geográfico-estadístico-histórico de España y sus posesiones de Ultramar de Pascual Madoz con las siguientes palabras:

GUERIBAÑEZ: desp. en la prov. y part. jud. de Salamanca (4 leg.), térm. jurisd. de San Pedro de Rozados. sit. á orillas del r. Valmuza. Se estiende 1/4 de leg. de E. á O. y otro tanto de N. á S. consta de 708 fan. distribuidas; 1 y 1/2 de regadio con el agua de la fuente que hay en él; 77 de secano para trigo, 72 de centeno, 282 de prados y 376 de monte. Para el pago de contribuciones está unido á Esteban Isidro.
(Madoz, 1847, p. 64)

En 2022, no tenía empadronado ningún habitante.